# Elaeagnus griffithii
Elaeagnus griffithii är en havtornsväxtart som beskrevs av Servettaz. Elaeagnus griffithii ingår i släktet silverbuskar, och familjen havtornsväxter. Inga underarter finns listade i Catalogue of Life.